# Marguerita Kokarevich
Marguerita Kokarevich es una deportista soviética que compitió en remo. Ganó una medalla de oro en el Campeonato Mundial de Remo de 1981, en la prueba de doble scull.

## Palmarés internacional
| Campeonato Mundial | Campeonato Mundial | Campeonato Mundial | Campeonato Mundial |
| Año                | Lugar              | Medalla            | Prueba             |
| ------------------ | ------------------ | ------------------ | ------------------ |
| 1981               | Múnich (RFA)       | Medalla de oro     | Doble scull        |